# Ditawan
Ditawan – wieś w Armenii, w prowincji Tawusz. W 2011 roku liczyła 348 mieszkańców.